# Aquadulcaris
Aquadulcaris là một chi động vật giáp xác thuộc họ Paramelitidae.

## Các loài
Chi này có các loài sau:
- Aquadulcaris andronyx (Stewart & Griffiths, 1992)
- Aquadulcaris auricularius (K. H. Barnard, 1916)
- Aquadulcaris crassicornis (K. H. Barnard, 1916)
- Aquadulcaris dentata (Stewart & Griffiths, 1992)
- Aquadulcaris marunuguis (Stewart & Griffiths, 1992)
- Aquadulcaris pheronyx (Stewart & Griffiths, 1992)